# TT3
Als TT3 (Theban Tomb 3 – Thebanisches Grab 3) bezeichnet man das Grab des Paschedu auf dem Friedhof von Deir el-Medina, einem Teilgebiet von Theben-West in Ägypten.

## Name
Der Name Paschedu ist im Neuen Reich recht häufig: Insgesamt sind 19 Arbeiter allein in Deir el-Medina mit diesem Namen bekannt. Entsprechend gibt es weitere Gräber, deren Besitzer Paschedu heißen: TT292, TT323, TT326 und TT339. Die „Paschedus“ werden von den Ägyptologen mit kleinen römischen Ziffern unterschieden; der Grabinhaber von TT3 heißt Paschedu (x). Er ist Sohn von Menna (iii) und dessen Ehefrau Huy (i). Paschedu (x) war mit Nedjembehedet verheiratet. Nun trägt aber die Gemahlin des Paschedu aus TT326 ebenfalls diesen Namen, was die Frage aufgeworfen hat, ob es sich bei diesen beiden Paschedus um ein und dieselbe Person handelt oder nicht. Dafür spricht, dass der Name Nedjembehedet in Deir el-Medina selten ist; abgesehen von den beiden genannten Fällen ist nur noch eine weitere Erwähnung bekannt, in TT219, dem Grab des Nebenmaat. Deshalb spricht der Ägyptologe Jaroslav Černý davon, dass „dieser seltene Eigenname es praktisch sicher macht, dass dieser Vorarbeiter [von TT326] mit dem Besitzer des Grabes Nr. 3 identisch ist“. Der Bearbeiter des Grabes TT3, Alain-Pierre Zivie, hingegen meint nach Abwägung der Argumente: „Es scheint, dass es besser wäre, in dem Pasched aus Grab 326 eine ganz andere Person zu sehen als den Pasched aus Grab 3.“ Kenneth A. Kitchen schließlich resümiert, dass es „eine offene Frage“ bleibe, ob wir nur einen Paschedu mit seiner Frau Nedjembehedet haben oder zwei Paare mit diesen Namen. „Proof either way is lacking, and dogmatism is to be avoided“ (deutsch: „Es fehlen Beweise für die eine oder andere Seite, und Dogmatismus ist zu vermeiden“).
Der Name Paschedu wird im Grab TT3 unterschiedlich geschrieben, mal mit der Hieroglyphe 
| Z7 |

 (Z7 nach der Gardiner-Liste), die den Lautwert w hat (ägyptologische Hilfsaussprache: u), mal ohne. Letzteres würde den Namen Pasched ergeben, was einige Ägyptologen (beispielsweise Alain-Pierre Zivie) bevorzugen, weil es sich bei der Schreibung mit Z7 = w „um eine einfache graphische Angewohnheit“ (der Schreiber) handele, „die im Neuägyptischen üblich ist“. Der Name Paschedu wird nicht übersetzt, da es sich um die Kurzform eines Vollnamens handelt; in diesem Fall bleiben lediglich zwei oder mehr Worte des Vollnamens übrig.

## Familie
Im Grab werden neben Paschedu insgesamt 22 Personen genannt, die fast alle zu seiner Familie gehören. Ein Großteil folgt Paschedu und seiner Frau Nedjembehedet auf einer anschließenden Wand, die in drei Reihen (Register) gegliedert ist. Im oberen Register stehen Paschedus Eltern, dahinter weitere Verwandte. Die in der Reihe darunter stehenden Personen sind Nedjembehedets Eltern und ihre Geschwister sowie eine Enkelin. Ganz unten sind Paschedus Kinder aufgeführt. Im Zusammenhang mit weiteren Stelen, die dieser Paschedu-Familie zugerechnet werden, lässt sich deren Genealogie rekonstruieren. Dazu musste allerdings ein Problem gelöst werden: Im mittleren Register wird die „Dame des Hauses Sati“ als Gemahlin von Nedjembehedets Vater Tjay angegeben und damit als ihre Mutter. Auf einer Stele im Ägyptischen Museum Kairo  wird jedoch als Nedjembehedets Mutter eine Frau namens Uia genannt. Alain-Pierre Zivie schlug u. a. als Erklärung vor, dass die eine Frau die Mutter und die andere die Stiefmutter gewesen sein könnten. Einfacher ist jedoch die Annahme, dass es sich bei diesen beiden in Wirklichkeit um ein und dieselbe Person gehandelt habe, denn der Gebrauch von zwei Namen ist für das Alte Ägypten oft belegt (Schöner Name). Mehr noch: Es gibt eine Stele an die Göttin Isis, die von „Nedjembehedet, genannt Besi“ gestiftet wurde; gemeint ist eben diese Nedjembehedet, wie sich aus dem Namen ihrer Tochter auf dieser Stele ergibt,  die auch in TT3 erwähnt wird. Mit „Sati, genannt Uia“ verschwinden dann alle Schwierigkeiten.

## Titel und Karriere
Im Grab werden zwei Titel für Paschedu genannt: B3k n šnˁ n Jmn m Njwt-rsjt = Bak-en-schena-en-Amun-em-niut-resit „Diener des Arbeitshauses des Amun in der Südlichen Stadt (= Theben)“ und Sḏm-ˁš m st m3ˁt ḥr jmntt W3st = Sedjem-asch-em-set-maat-her-imentet-Waset „Diener an der Stätte der Wahrheit zu Theben-West“. Das sind ziemlich unspezifische Titel. Mit Šnˁ (Schena) werden „Wirtschaftsbetriebe des Königs wie der Tempel“, auch die „5 Magazine in Grabanlagen“, bezeichnet. Oft arbeiten dort Kriegsgefangene, Sklaven und Strafgefangene. Ein „Diener des Arbeitshauses“ ist also nichts mehr als ein Angestellter oder Arbeiter dieser Institution. Mit „Diener an der Stätte der Wahrheit“ ist nur ein Arbeiter gemeint, der an einem Königsgrab arbeitet: „Die Arbeiter von Deir el-Medineh nennen sich in ihren Gräbern sḏm-ˁš m st m3ˁt. Offenbar hielten sie ihre alltagsweltliche Berufsbezeichnung als rmṯ n jzt [remetsch-en-iset „Arbeiter, Arbeitsmann“] nicht für eines Grabherrn würdiges Amt.“ Erst aus einem weiteren Titel wird ersichtlich, was Paschedu eigentlich gemacht hat. Er ist nur einmal auf dem Steinsarkophag erwähnt, der sich bei der Entdeckung des Grabes an Ort und Stelle befand; jetzt gibt es nur noch Fragmente, nach einem Vandalenakt irgendwann im 19. Jahrhundert. Der Entdecker Robert Hay überlieferte mit seinen Zeichnungen die darauf befindlichen Inschriften. Der Titel lautet: H̱rtj-nṯr n Jmn m Jpt-swt (Cherti-netscher-en-Amun-em-Ipet-sut) „Steinbrecher des Amun in Karnak“. Die Berufsbezeichnung leitet sich ab von dem ägyptischen Wort ẖrt-nṯr (cheret-netscher) für „Nekropole, Friedhof“. Zunächst arbeitete Paschedu auf dem Ostufer des Nils („in Karnak“) und wurde dann zur Arbeit an einem Königsgrab auf dem Westufer verpflichtet. Paschedu gehörte also zu den Fachkräften, die sich in den Fels hineinarbeiteten, um die Grabkammern für den König zu schaffen. Es ist denkbar, dass er neben seiner Tätigkeit am Königsgrab weiterhin - oder gelegentlich - in Karnak arbeitete, denn auf der Stele JE 36671 im Ägyptischen Museum Kairo trägt Paschedu den Titel Ḥrj šnˁ n Jmn (Heri-schena-en-Amun) „Chef des Arbeitshauses des Amun“; bemerkenswert, weil es seinen Aufstieg in eine Leitungsfunktion belegt. Einen ähnlichen Aufstieg in Deir el-Medina können wir nur annehmen, wenn man den Paschedu von TT3 mit dem von TT326 identifiziert, denn dieser war „Vorarbeiter an der Stätte der Wahrheit“. Aber diese Gleichsetzung ist unter den Ägyptologen umstritten.

## Grab
Von dem Grab sind nur noch die unterirdischen und ausgemalten Grabkammern erhalten. Von der oberirdischen Grabkapelle gibt es nur noch wenige Reste. Es gibt einen Hog (eine geräumige Grabkammer), einen Durchgang und eine kleine Kammer. Nur im Durchgang finden sich Reste einer Bemalung, die einen Mann zeigen. Es gibt drei unterirdische Kammern. Die innerste Grabkammer hat eine gewölbte Decke und ist mit Bildern aus dem Totenbuch dekoriert. Die leuchtenden Farben des Grabes sind noch sehr gut erhalten.

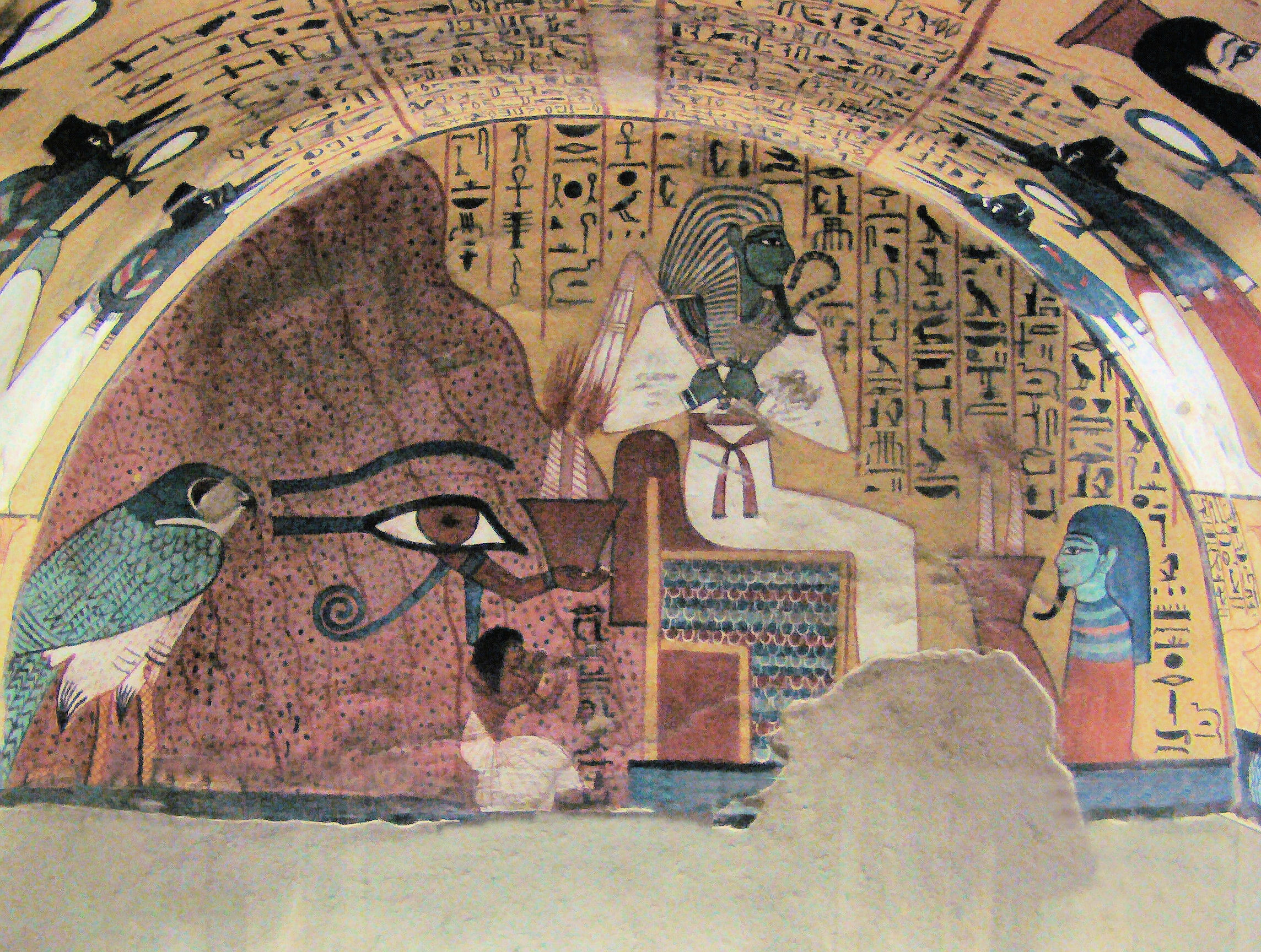
Abbildung des Gottes Osiris im TT3
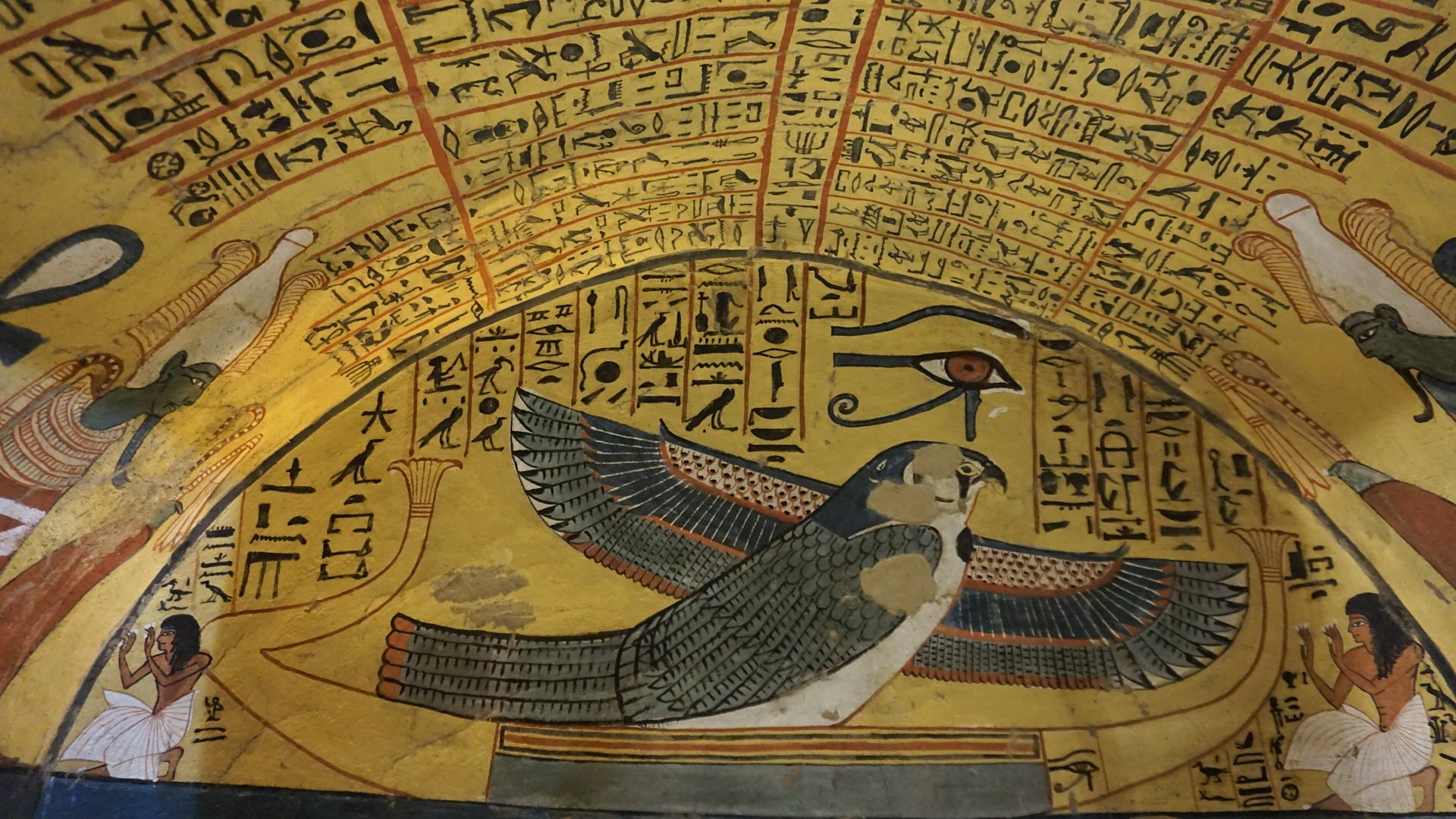
Abbildung des Horus-Falken in Grab TT3